# Urs Joseph Flury
Urs Joseph Flury   (Berna, 25 d'agost de 1941) és un compositor suís.

## Vida
Urs Joseph Flury és el fill de Richard Flury, un romàntic tardà de Solothurn. Va rebre les primeres impressions musicals a casa dels seus pares.
Després de graduar-se a l'escola secundària, va completar el diploma de violí amb Walter Kägi al Conservatori de Biel. Del 1961 al 1967 va ser el principal violinista del Quartet Flury. Va cursar estudis universitaris de filosofia, història de l'art i musicologia a Berna i després a Basilea, on va assistir a la classe magistral de Hansheinz Schneeberger entre 1965 i 1968 i va formar part de l'Orquestra de Cambra de Basilea.
Després d'acabar els seus estudis, Urs Joseph Flury va ser professor de violí a les escoles de la ciutat de Solothurn i professor de teoria al conservatori de Biel durant uns quants anys i després va treballar com a professor de violí a l'escola del cantó de Solothurn. Urs Joseph Flury dirigeix des de 1971 l'Orquestra de Cambra de Solothurn i l'Orchestre du Foyer de Moutier.

## Música
L'obra compositiva d'Urs Joseph Flury es troba en la tradició neoromàntica-impressionista, però es mou en un llenguatge tonal propi. A més de música de cambra i obres orquestrals, també inclou concerts instrumentals, cançons i obres corals. A més, Urs Joseph Flury fa intensos esforços per processar i reconstruir tresors i rareses poc conegudes del passat. Ha interpretat composicions del filòsof Jean-Jacques Rousseau, de l'heroi de la llibertat polonesa Tadeusz Kościuszko, el brillant pallasso i músic Adrien Wettach (Grock), el dramaturg austríac Arthur Schnitzler i molts altres.

## Obres (selecció)
Música de cambra
- Sonata per a violí solista
- Fantasia per a violí solista
- Variacions sobre „Es ist ein Ros' entsprungen“ per a violí solista
- 2 suites per a violí i piano
- Variacions per a trio de piano
- Sonata i variacions per a violí i orgue
- Suite i variacions per a violí i viola
- Quartet d'oboè
- Quintet de vent

Obres orquestrals
- 3 suites
- Concerto di carnevale
- Die kleine Meerjungfrau ("La sireneta". Conte de fades musical sobre l'obra homònima de H.C. Andersen)
- Fantasies sobre nadales per a orgue i orquestra
- Vineta (poema simfònic)

Concerts per a instrument
- Concert per a violí en re
- Concertino veneziano per a violí i orquestra
- Romança per a violí i orquestra
- Concert per a violoncel

Obres vocals
- Cançons (basades en textos d'Olga Brand, U.Tesche i d'altres)
- Soledurner Wiehnechtsoratorium
- Hirten sind und Engel nah (cantata de Nadal sobre poemes d'Olga Brand)
- 3 misses
- Salve Regina

## Guardons
Urs Joseph Flury va rebre el Premi de música del cantó de Solothurn el 1993 i el Premi d'Art del cantó de Solothurn el 2016 .

## Biografia
- (alemany) “Urs Joseph Flury – Biographische Notizen und Werkverzeichnis” a „Musik und Geschichte und Gegenwart“ (Bärenreiter-Verlag), ISBN 3-9522088-0-9